# Benchmark International Arena
La Benchmark International Arena (anciennement Ice Palace, St. Pete Times Forum, Tampa Bay Times Forum et Amalie Arena) est une salle omnisports située le long de Garrison Seaport District à Tampa en Floride. Elle est utilisée principalement pour les matchs de hockey sur glace, de basket-ball, de football américain en salle et les concerts.
Depuis 1996, ses locataires sont le Lightning de Tampa Bay, une franchise de hockey sur glace de la Ligue nationale de hockey, et les Tampa Bay Storm de l'Arena Football League. La salle est actuellement le troisième plus grand aréna de l'état de la Floride, derrière le FLA Live Arena de Sunrise et du FTX Arena de Miami, sa capacité est de 19 204 places pour le hockey sur glace, 20 500 pour le basket-ball, et 21 500 pour les concerts comprenant plusieurs agréments comme 69 suites de luxe et 3 300 sièges de club. La salle est entourée d'un parking pouvant contenir 1 500 places.

## Histoire
La Benchmark International Arena est inauguré le 20 octobre 1996 sous le nom de l'Ice Palace et de St. Pete Times Forum, le quotidien St. Pete Times est rebatissé : Tampa Bay Times en 2011. L'arène fut construite pour accueillir le Lightning de Tampa Bay, qui jouait au Tropicana Field (nommé le ThunderDome à l'époque), et son coût de construction était de 139 millions $. Le premier événement sportif eut lieu le 20 octobre 1996, le Lightning de Tampa Bay a accueilli les Rangers de New York. Le Lightning fut victorieux du match avec un score de 5-2.
Actuellement, Palace Sports and Entertainment (possédé par le milliardaire William Davidson) est propriétaire de l'installation. Les droits d'appellation du Ice Palace ont été achetés par le St. Petersburg Times, un journal quotidien qui circule partout dans la région de Tampa Bay.
L'édifice a accueilli le 49e Match des étoiles de la Ligue nationale de hockey en janvier 1999, le WWE Survivor Series en 2000 qui a réuni 18 602 spectateurs, et des tournois de la NCAA.
Pour le 15e anniversaire du Lightning de Tampa Bay, le Tampa Bay Times Forum et HiTech Electronic Displays ont installé le "Lightning Vision", un tableau d'affichage vidéo suspendu au-dessus de la patinoire. L'ancien tableau d'affichage de forme octogonale (qui fut installé en 1996) a été supprimé et le nouveau, ainsi que des panneaux lumineux DEL, toujours en mouvement, qui ceinturent la salle à mi-hauteur sur 360 degrés ont été mis en place. Ce système a été testé et utilisé au cours des rencontres de pré-saison du Lightning. Le lancement officiel a eu lieu le jeudi 4 octobre durant l'ouverture de la saison régulière 2007-08 du Lightning contre les Devils du New Jersey.
Célébrant les 20 ans du Lightning, un nouveau tableau d'affichage, conçu par Daktronics, fut installé pour remplacer le Lightning vision après cinq ans d'utilisation. Ayant le même style de ses homologues, le Toyota Center de Houston, et aussi du Bankers Life Fieldhouse d'Iindianapolis, le tableau indicateur central devient l'un des plus grands de la LNH.
Le 13 août 2025, le nom de l'installation est changé en Benchmark International Arena.

## Relocalisation temporaire des Raptors de Toronto
En raison des restrictions liées à la pandémie de Covid-19 imposées par les autorités canadiennes, la franchise des Raptors de Toronto jouent leurs matchs à domicile dans l'Amalie Arena pour la saison NBA 2020-2021.

## Description
L'Amalie Arena comprend 61 300 m2  de surface avec trois ponts et sept niveaux séparés. Le bâtiment mesure 41 mètres de hauteur et 150 mètres de diamètre. Il contient 3 400 tonnes d'acier, 22 900 m3  de béton et 6 500 m2  de verre. Le dessin innovateur du Forum pourvoit 19 204 sièges pour les matchs de la Ligue nationale de hockey, 20 500 sièges pour les matchs de basket-ball et jusqu'à 21 500 sièges pour les concerts. Medallions Food Services, une organisation prééminente dans l'industrie du service de la nourriture, est le concessionnaire officiel du Tampa Bay Times Forum, il fournit divers menu dans tout l'arène.

## Évènements
- ArenaBowl XII, 23 août 1998
- 49e Match des étoiles de la Ligue nationale de hockey, 24 janvier 1999
- WWE Survivor Series 2000, 19 novembre 2000
- Première et seconde manches du championnat NCAA de basket-ball, 2003, 2008 et 2011
- ArenaBowl XVII, 22 juin 2003
- 4 matchs des finales de la Coupe Stanley, mai-juin 2004
- Atlantic Coast Conference Men's Basketball Tournament, 2007
- WWE Monday Night Raw, 4 juin 2007
- Final Four du championnat NCAA de basket-ball féminin, 2008
- Southeastern Conference Men's Basketball Tournament, 2009
- Concert de Demi Lovato (Demi Lovato: Live In Concert), 31 juillet 2009
- WWE Raw, 21 décembre 2009
- Concerts de Lady Gaga : 16 avril 2011 puis dernièrement Joanne World Tour le 1er décembre 2017
- Extreme Rules 2011, 1er mai 2011
- Final Four du championnat NCAA de hockey sur glace masculin (NCAA Frozen Four), 5 et 7 avril 2012
- 2012 Republican National Convention
- Concert de Taylor Swift dans le cadre de son Red Tour, 20 avril 2013
- Concert de Demi Lovato (The Neon Lights Tour), 26 février 2014
- Battleground 2014, 20 juillet 2014
- Concert de Madonna (The Celebration Tour), le 4 avril 2024

## Galerie

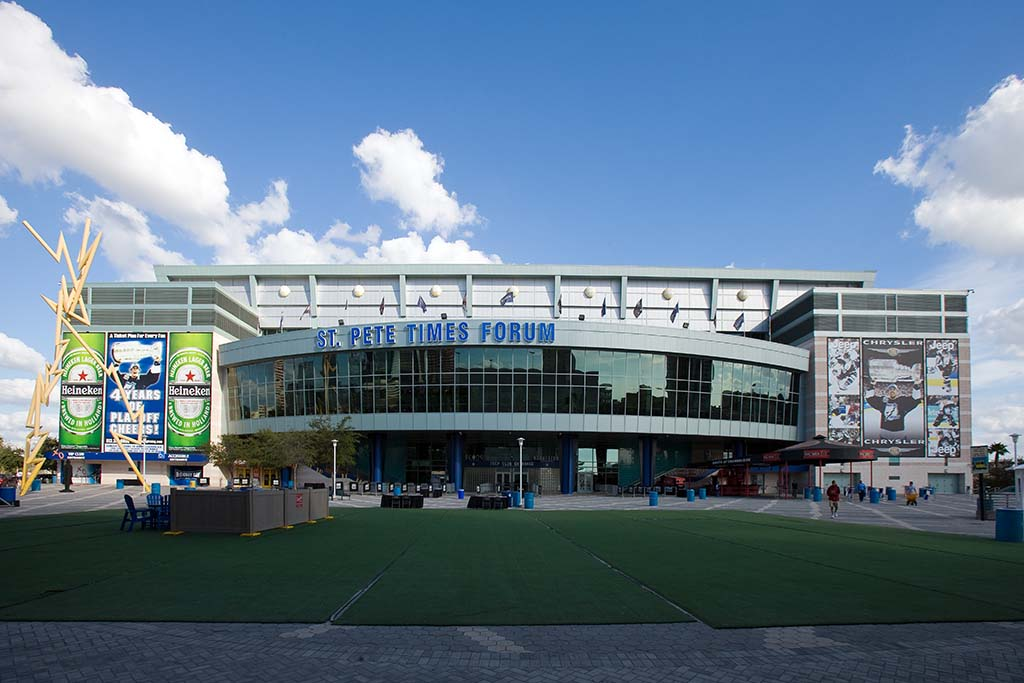
Façade extérieure
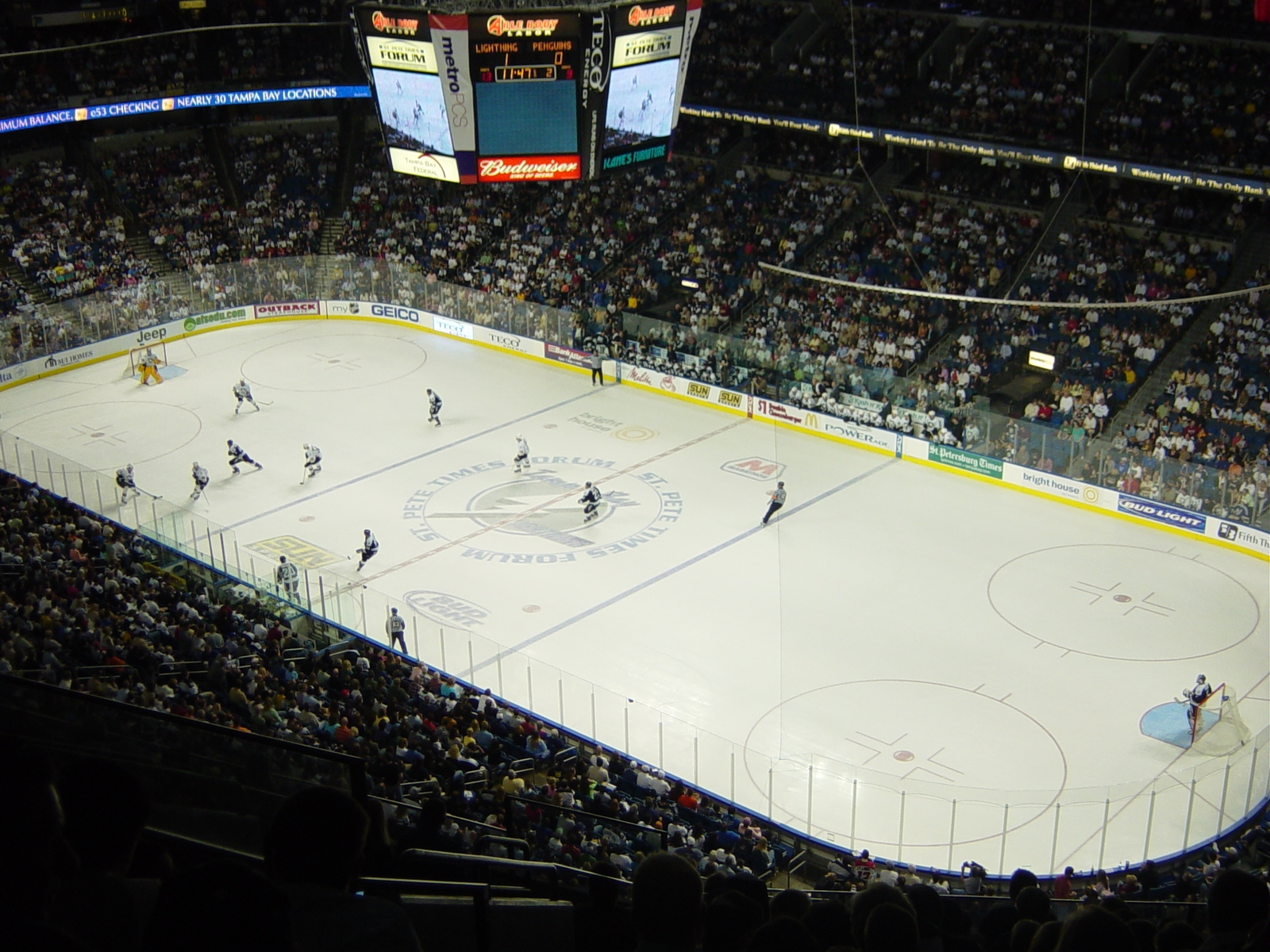
Vue intérieure (2006)
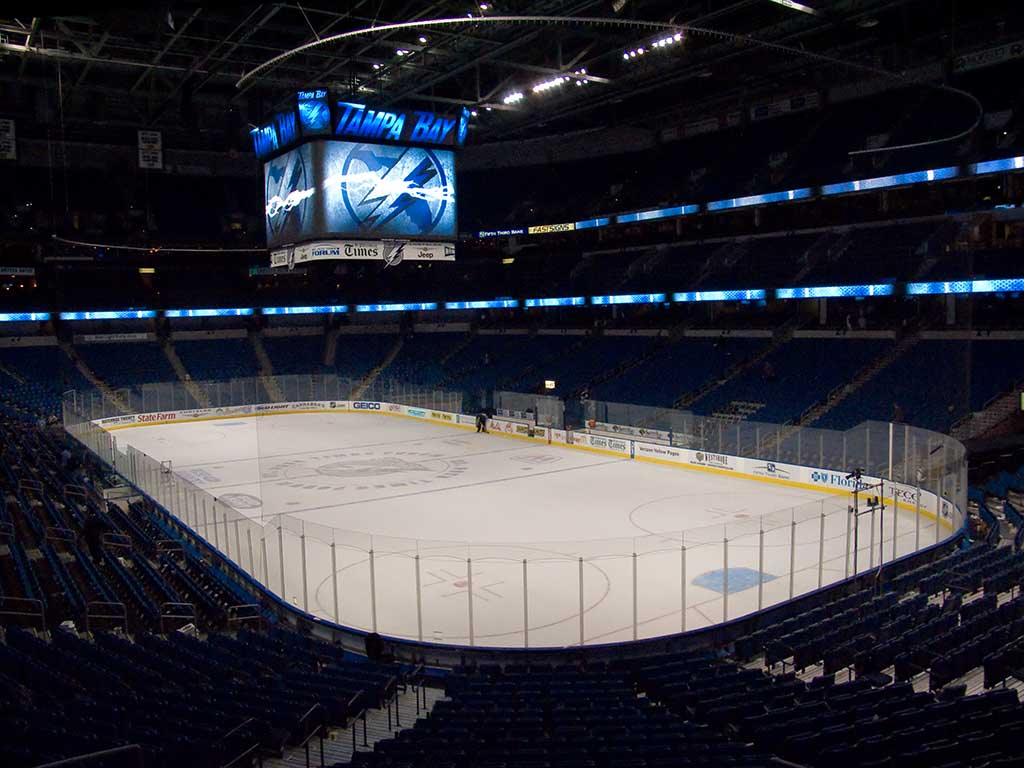
Patinoire (2008)
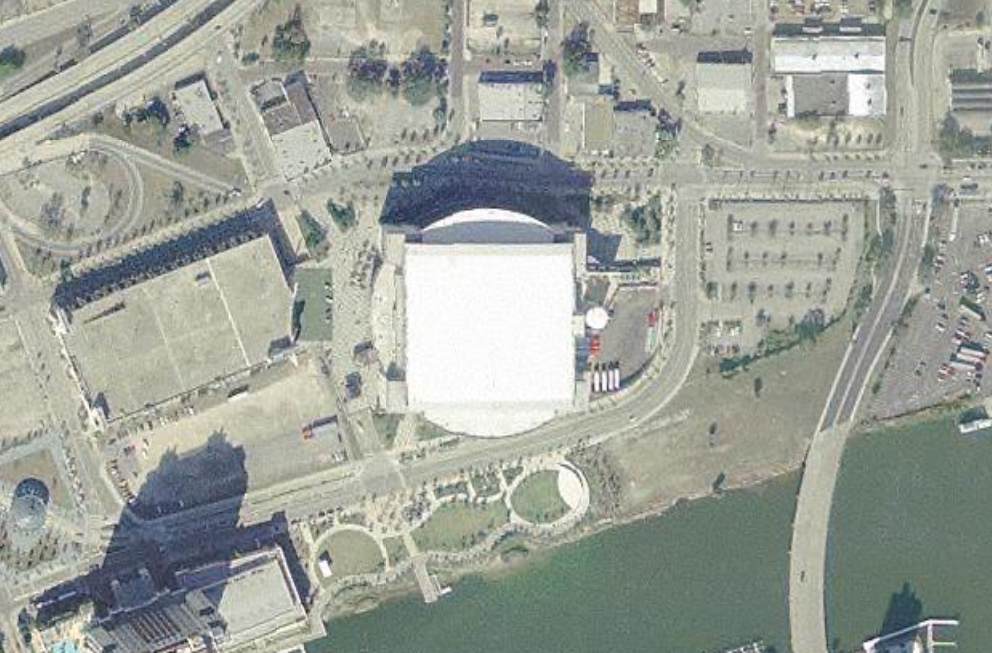
Image satellite
Logo de 1996 à 2002
Logo de 2002 à 2011
Logo de 2012 à 2014
Logo de 2014 à 2025
Logo depuis août 2025